# Dikson
Dikson (en ruso: Ди́ксон) es un asentamiento de tipo urbano en el krai de Krasnoyarsk de la Federación Rusa. Se encuentra parcialmente en la península de Taimyr y en la isla Dikson, dividido por un estrecho de 1,5 km de ancho. Hasta el 1 de enero de 2007 fue el centro administrativo del raión de Dikson del distrito autónomo de Taimyr. Dikson tiene 764 habitantes (2016). Llegó a tener hasta 8000 habitantes en 1983. Desde 1916 es una estación polar con un centro radiometeorológico y un observatorio geofísico.
Es el puerto en Rusia que más al norte se encuentra. Está situado en la costa del mar de Kara, a escasos kilómetros del círculo polar ártico Fue fundado en 1915 en la isla, la parte continental surgió más tarde. El clima es extremo.
La localización del asentamiento atrae a una enorme cantidad de visitantes, y aunque llegar es relativamente difícil, numerosas personas visitan Dikson. El nombre de la localidad aparece en muchas canciones, en una de ellas Dikson fue denominado la «Capital del Ártico», convirtiéndose en el nombre no oficial.
En 1942 el puerto fue atacado por el acorazado de bolsillo Admiral Scheer.
A 5 km al oeste de la localidad está situado el aeropuerto Dikson.

## Demografía
| Gráfica de evolución de Dikson entre 1959 y 2020 |
|                                                  |

## Clima
La temperatura media anual es de -18 °C. En agosto, el mes más cálido, la temperatura media es de 3,2 °C. El día polar dura desde el 5 de mayo hasta el 10 de agosto.
| Parámetros climáticos promedio de Dikson (1991-2020) | Parámetros climáticos promedio de Dikson (1991-2020) | Parámetros climáticos promedio de Dikson (1991-2020) | Parámetros climáticos promedio de Dikson (1991-2020) | Parámetros climáticos promedio de Dikson (1991-2020) | Parámetros climáticos promedio de Dikson (1991-2020) | Parámetros climáticos promedio de Dikson (1991-2020) | Parámetros climáticos promedio de Dikson (1991-2020) | Parámetros climáticos promedio de Dikson (1991-2020) | Parámetros climáticos promedio de Dikson (1991-2020) | Parámetros climáticos promedio de Dikson (1991-2020) | Parámetros climáticos promedio de Dikson (1991-2020) | Parámetros climáticos promedio de Dikson (1991-2020) | Parámetros climáticos promedio de Dikson (1991-2020) |
| Mes                                                  | Ene.                                                 | Feb.                                                 | Mar.                                                 | Abr.                                                 | May.                                                 | Jun.                                                 | Jul.                                                 | Ago.                                                 | Sep.                                                 | Oct.                                                 | Nov.                                                 | Dic.                                                 | Anual                                                |
| ---------------------------------------------------- | ---------------------------------------------------- | ---------------------------------------------------- | ---------------------------------------------------- | ---------------------------------------------------- | ---------------------------------------------------- | ---------------------------------------------------- | ---------------------------------------------------- | ---------------------------------------------------- | ---------------------------------------------------- | ---------------------------------------------------- | ---------------------------------------------------- | ---------------------------------------------------- | ---------------------------------------------------- |
| Temp. máx. abs. (°C)                                 | -0.3                                                 | -0.6                                                 | -0.2                                                 | 3.6                                                  | 11.1                                                 | 22.2                                                 | 26.8                                                 | 26.9                                                 | 18.2                                                 | 8.2                                                  | 1.9                                                  | 0.3                                                  | 26.9                                                 |
| Temp. máx. media (°C)                                | -20.5                                                | -20.5                                                | -16.8                                                | -11.5                                                | -4.6                                                 | 3.2                                                  | 8.6                                                  | 8.3                                                  | 4.0                                                  | -4.3                                                 | -13.1                                                | -18.6                                                | -7.2                                                 |
| Temp. media (°C)                                     | -24.0                                                | -24.1                                                | -20.6                                                | -15.2                                                | -7.0                                                 | 1.1                                                  | 5.7                                                  | 6.0                                                  | 2.4                                                  | -6.4                                                 | -16.4                                                | -21.8                                                | -10                                                  |
| Temp. mín. media (°C)                                | -27.3                                                | -27.5                                                | -24.0                                                | -18.5                                                | -9.2                                                 | -0.5                                                 | 3.6                                                  | 4.2                                                  | 1.0                                                  | -8.6                                                 | -19.6                                                | -24.9                                                | -12.6                                                |
| Temp. mín. abs. (°C)                                 | -46.2                                                | -48.1                                                | -45.3                                                | -38.0                                                | -28.8                                                | -17.3                                                | -3.4                                                 | -3.6                                                 | -12.0                                                | -31.3                                                | -42.8                                                | -46.6                                                | -48.1                                                |
| Precipitación total (mm)                             | 28                                                   | 28                                                   | 26                                                   | 22                                                   | 24                                                   | 27                                                   | 33                                                   | 40                                                   | 43                                                   | 38                                                   | 29                                                   | 29                                                   | 367                                                  |
| Nevadas (cm)                                         | 21                                                   | 21                                                   | 24                                                   | 28                                                   | 32                                                   | 15                                                   | 0                                                    | 0                                                    | 1                                                    | 9                                                    | 18                                                   | 21                                                   | 190                                                  |
| Días de lluvias (≥ 1 mm)                             | 0                                                    | 0                                                    | 0                                                    | 1                                                    | 2                                                    | 13                                                   | 20                                                   | 21                                                   | 17                                                   | 5                                                    | 0.2                                                  | 0                                                    | 79.2                                                 |
| Días de nevadas (≥ 1 mm)                             | 21                                                   | 19                                                   | 19                                                   | 19                                                   | 24                                                   | 16                                                   | 4                                                    | 3                                                    | 15                                                   | 27                                                   | 23                                                   | 20                                                   | 210                                                  |
| Horas de sol                                         | 0                                                    | 24                                                   | 128                                                  | 238                                                  | 188                                                  | 140                                                  | 224                                                  | 138                                                  | 61                                                   | 27                                                   | 2                                                    | 0                                                    | 1170                                                 |
| Humedad relativa (%)                                 | 84                                                   | 83                                                   | 84                                                   | 84                                                   | 87                                                   | 90                                                   | 89                                                   | 89                                                   | 88                                                   | 87                                                   | 86                                                   | 84                                                   | 86.3                                                 |
| Fuente n.º 1: Погода и климат                        |                                                      |                                                      |                                                      |                                                      |                                                      |                                                      |                                                      |                                                      |                                                      |                                                      |                                                      |                                                      |                                                      |
| Fuente n.º 2: NOAA (Horas de sol, 1961-1990)         |                                                      |                                                      |                                                      |                                                      |                                                      |                                                      |                                                      |                                                      |                                                      |                                                      |                                                      |                                                      |                                                      |

## Mapas

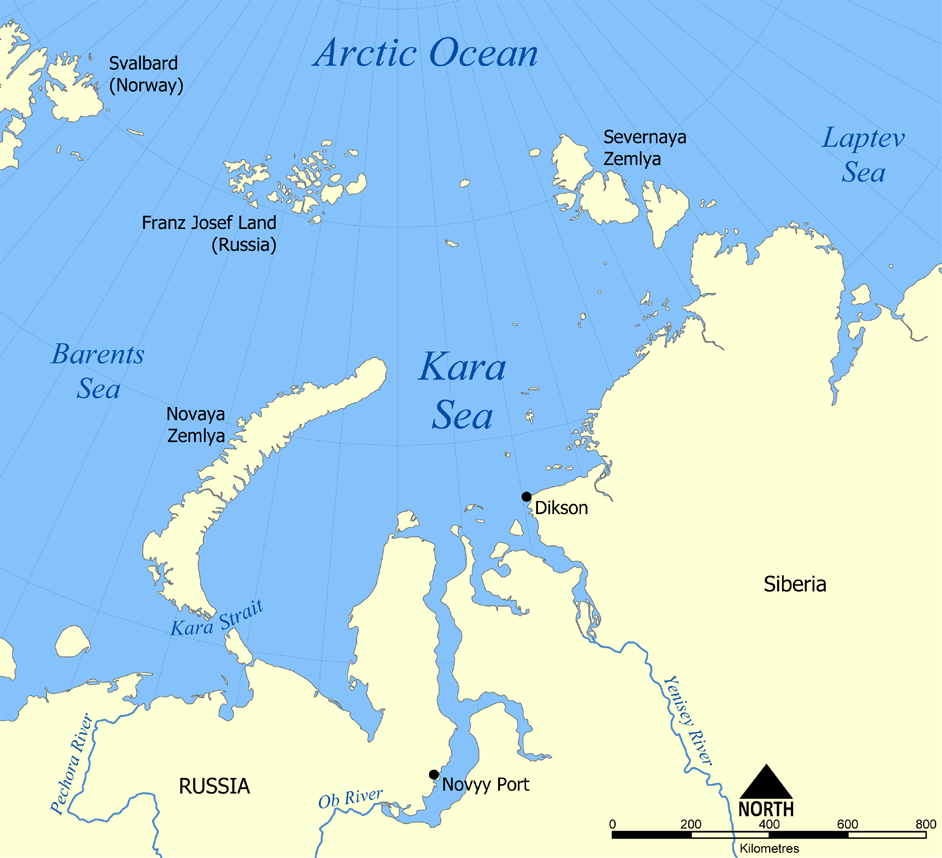
Dikson en mapa del mar de Kara
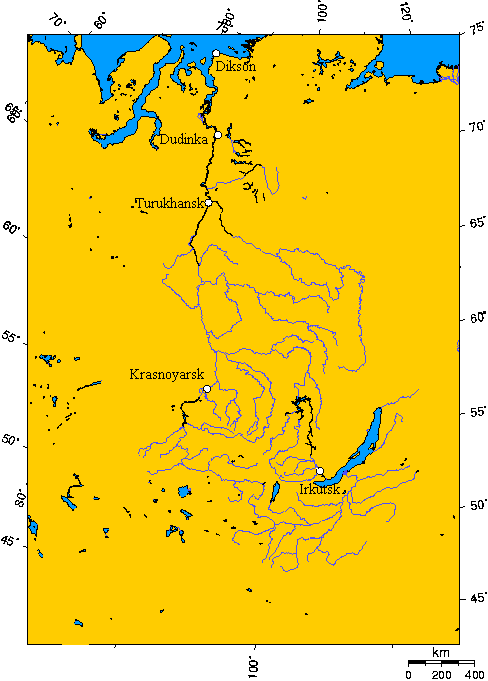
Dikson (arriba) en mapa del río Yenisei
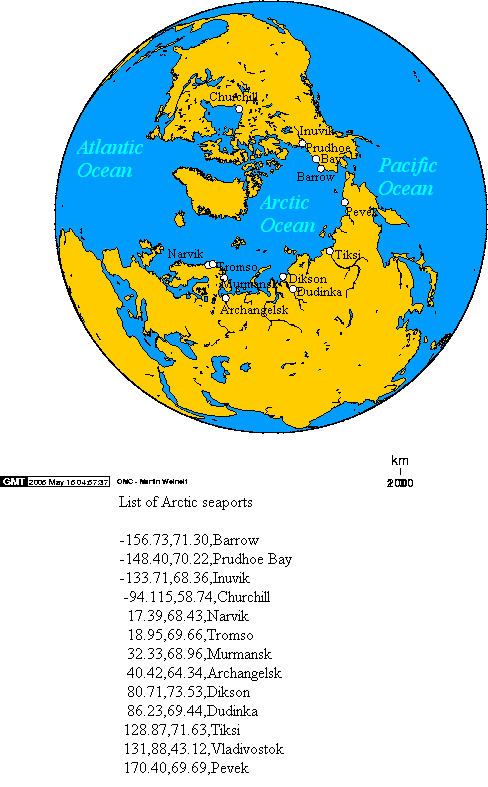
Dikson en mapa del océano Ártico